# Huỳnh Thanh Mỹ
Huỳnh Thanh Mỹ (29 tháng 3 năm 1938 – 10 tháng 10 năm 1965) tên thực Huỳnh Công Là, là phóng viên chiến trường làm việc cho hãng tin Associated Press (AP) đầu tiên thiệt mạng khi đang tường thuật cuộc chiến tại vùng Đồng bằng sông Cửu Long ở Việt Nam vào ngày 10 tháng 10 năm 1965. Huỳnh Thanh Mỹ bị trúng đạn súng máy của du kích Việt Cộng hai lần vào bắp tay phải trong một lần tác nghiệp tại quận Phụng Hiệp, tỉnh Cần Thơ ngày 2 tháng 5. Đến ngày 10 tháng 10, ông quay trở lại chiến trường sau khi hồi phục và bị thương lần nữa lúc Việt Cộng tràn ngập vị trí một khu căn cứ của Quân lực Việt Nam Cộng hòa, do vết thương quá nặng nên đã qua đời ở 27 tuổi trong lúc chờ được sơ tán. Vợ và con gái của ông đã được quân đội Mỹ di tản đến Los Angeles ngay sau khi chiến tranh kết thúc.

Ông chính là anh ruột của Huỳnh Công Út, tức Nick Út, người chụp bức hình cô bé Kim Phúc bị bom lửa ở Trảng Bàng, Tây Ninh.